# Cirrhicera niveosignata
Cirrhicera niveosignata là một loài bọ cánh cứng trong họ Cerambycidae.